# Julian Witkowski
Julian Witkowski (ur. 13 lutego 1928 w Jelnicy, zm. 22 lipca 2006 w Lesznie) – polski lekkoatleta, długodystansowiec.
Specjalizował się w biegu maratońskim. Zajął 6. miejsce w tej konkurencji podczas Międzynarodowych Igrzysk Sportowej Młodzieży w 1955 w Warszawie. Ustanowił wówczas rekord Polski czasem 2:36:52,2 (6 sierpnia 1955). 
Był dwukrotnym wicemistrzem Polski (1957 i 1960) oraz pięciokrotnym brązowym medalistą (1955, 1958, 1959, 1961 i 1962) w maratonie.

## Rekordy życiowe
Źródło:
| Konkurencja                        | Data i miejsce                | Wynik       |
| ---------------------------------- | ----------------------------- | ----------- |
| bieg na 5000 metrów                | 11 sierpnia 1950, Warszawa    | 16:55,0     |
| bieg na 10 000 metrów              | 5 października 1958, Katowice | 32:40,2     |
| bieg na 15 000 metrów              | 26 października 1958, Torgau  | 50:45,6     |
| bieg na 20 000 metrów              | 27 maja 1956, Wrocław         | 1:10:06,0   |
| bieg maratoński                    | 8 października 1961, Koszyce  | 2:36:16,2   |
| bieg godzinny                      | 27 maja 1956, Wrocław         | 17 196,69 m |
| bieg na 3000 metrów z przeszkodami | 1958                          | 10:05,2     |